# X-plane

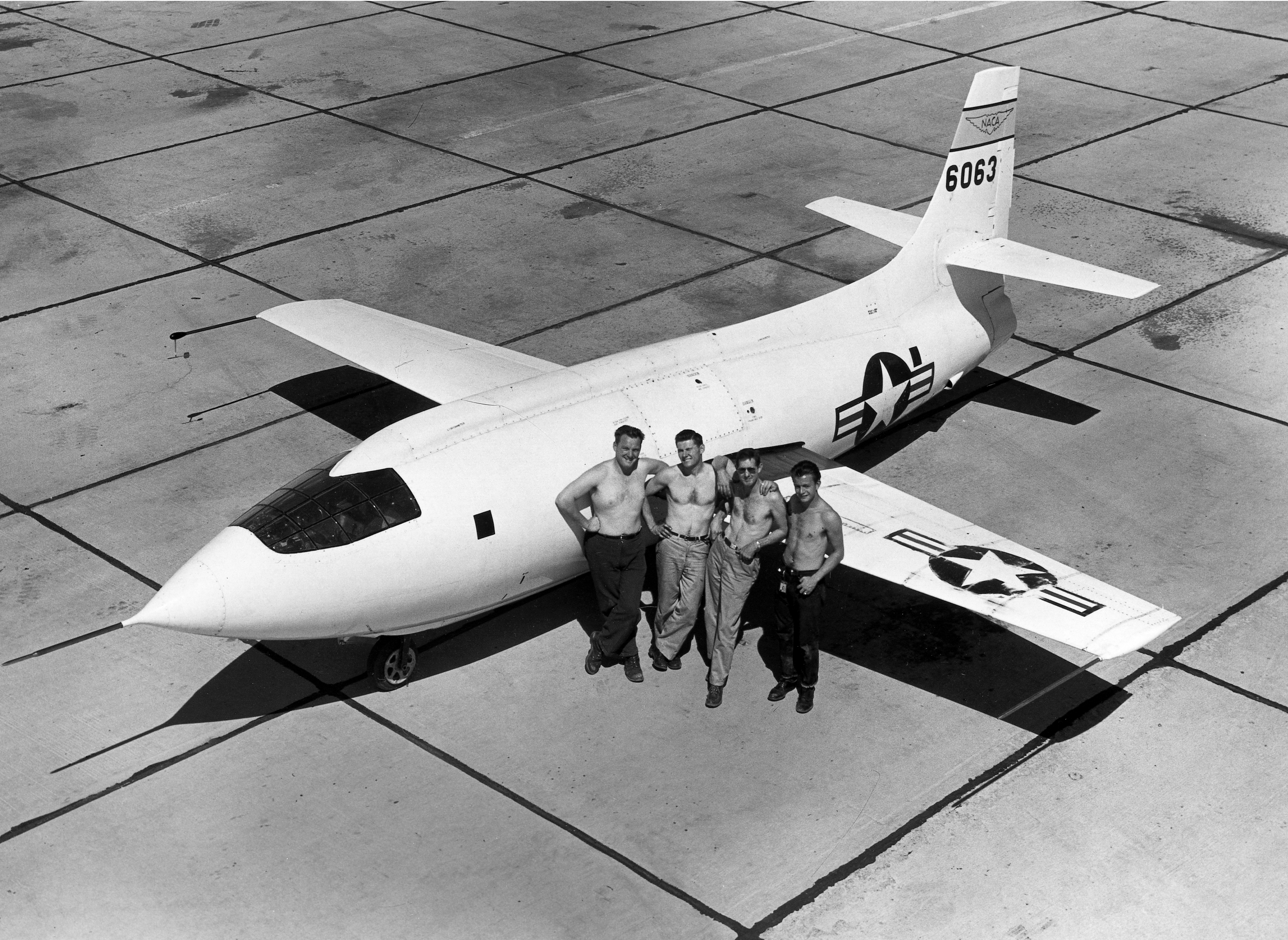
Bell X-1-2

X-plane (ang. samolot serii X) – seria amerykańskich eksperymentalnych statków powietrznych, głównie samolotów o napędzie rakietowym, przeznaczonych do testowania nowych technologii i okrytych tajemnicą w czasie prowadzenia przy ich pomocy prac badawczych.
Pierwszym statkiem powietrznym serii X był samolot Bell X-1, który jako pierwszy przekroczył barierę dźwięku w 1947 roku. Dzięki samolotom X można było wykonać wiele ważnych eksperymentów, których wyniki pozwoliły wprowadzić do przemysłu lotniczego nowe technologie i przyspieszyć rozwój lotnictwa. Większość maszyn serii X nie zyskała sławy poza środowiskami naukowymi i związanymi z wojskiem. Następną po X-1 szerzej znaną maszyną był samolot rakietowy North American X-15, zbudowany na początku lat 60. XX wieku, na którym pobito wiele rekordów prędkości i wysokości łącznie z lotami suborbitalnymi.
Statki powietrzne serii X o numerach od 7 do 12 były właściwie pociskami rakietowymi, a niektóre z pozostałych maszynami bezzałogowymi. Większość samolotów X zbudowano w bardzo krótkich seriach liczących kilka sztuk lub nawet jako pojedyncze egzemplarze.
Jedynym wyjątkiem jest zbudowany przez Lockheed Martin samolot X-35, który wygrał rywalizację z maszyną Boeing X-32 i ostatecznie stał się seryjnym samolotem myśliwskim Lockheed F-35 Lightning II.
Samoloty eksperymentalne serii X oznaczone kolejnymi numerami, są wciąż konstruowane i używane w charakterze platform badawczych dla nowych technologii.
| Oznaczenie            | Wytwórnia Agencja                                   | Zdjęcie                                             | Data oblotu                                                            | Uwagi |
| --------------------- | --------------------------------------------------- | --------------------------------------------------- | ---------------------------------------------------------------------- | --- |
| X-1                   | Bell USAF, NACA                                     |                                                     | 19 stycznia 1946(dts)                                                  | Loty z wysokimi prędkościami i na dużych wysokościach. Pierwszy samolot, który przekroczył barierę dźwięku. Potwierdzona użyteczność cienkich profili. |
| X-2 Starbuster        | Bell USAF                                           |                                                     | 27 czerwca 1952(dts)                                                   | Loty z wysokimi prędkościami i na dużych wysokościach. Pierwszy samolot, który przekroczył prędkość 3 machów. |
| X-3 Stiletto          | Douglas USAF, NACA                                  |                                                     | 27 października 1952(dts)                                              | Konstrukcja ze stopu tytanu; skrzydła o małym wydłużeniu. Przeznaczony do testowania lotów długodystansowych z prędkościami naddźwiękowymi. Niezdolny do osiągnięcia prędkości projektowej, umożliwił jednak wgląd w zjawisko sprzężenia bezwładnościowego. |
| X-4 Bantam            | Northrop USAF, NACA                                 |                                                     | 15 grudnia 1948(dts)                                                   | Wyznaczenie własności pilotażowych samolotu bezogonowego w zakresie prędkości okołodźwiękowych. |
| X-5                   | Bell USAF, NACA                                     |                                                     | 20 czerwca 1951(dts)                                                   | Pierwszy samolot ze zmienną geometrią skrzydeł. |
| X-6                   | Convair USAF, AEC                                   |                                                     | Nieoblatany                                                            | Zmodyfikowany ciężki bombowiec Convair B-36 do badań nad użyciem napędu jądrowego; nie wyszedł poza fazę prototypu. |
| X-7 Flying Stove Pipe | Lockheed DOD                                        |                                                     | kwiecień 1951                                                          | Platforma testowa dla silników strumieniowych. |
| X-8 Aerobee           | Aerojet NACA, USAF, USN                             |                                                     |                                                                        | Suborbitalna rakieta badawcza stabilizowana obrotowo. |
| X-9 Shrike            | Bell Aircraft USAF                                  |                                                     | kwiecień 1949                                                          | Platforma badawcza dla systemów naprowadzania i napędu. Wykorzystywany do rozwoju naddźwiękowego pocisku rakietowego GAM-63 Rascal. |
| X-10                  | North American Aviation USAF                        |                                                     | 13 października 1953(dts)                                              | Platforma badawcza dla naddźwiękowego pocisku manewrującego SM-64 Navaho. |
| X-11                  | Convair USAF                                        |                                                     | 11 czerwca 1957(dts)                                                   | Platforma badawcza dla rakietowego pocisku balistycznego SM-65 Atlas. |
| X-12                  | Convair USAF                                        |                                                     | lipiec 1958                                                            | Zaawansowana platforma badawcza dla rakietowego pocisku balistycznego SM-65 Atlas. |
| X-13 Vertijet         | Ryan USAF, USN                                      |                                                     | 10 grudnia 1955(dts)                                                   | Platforma badawcza dla samolotu pionowego startu i lądowania (VTOL). |
| X-14                  | Bell USAF, NASA                                     |                                                     | 19 lutego 1957(dts)                                                    | Platforma badawcza dla samolotu VTOL. Badano ustawienia konfiguracyjne dla lotu samolotu VTOL z ciągiem wektorowanym. |
| X-15                  | North American Aviation USAF, NASA                  |                                                     | 8 czerwca 1959(dts)                                                    | Loty z prędkościami hipersonicznymi (6 machów), na dużych wysokościach (350 000 stóp). Pierwszy załogowy samolot hipersoniczny; zdolny do lotu suborbitalnego.                                                                                              |
| X-16                  | Bell Aircraft USAF                                  |                                                     | Nieoblatany                                                            | Projekt samolotu rozpoznawczego osiągającego duże wysokości. Oznaczenie „X-16” zostało użyte do ukrycia jego przeznaczenia przed Związkiem Radzieckim. |
| X-17                  | Lockheed USAF, USN                                  |                                                     | kwiecień 1956                                                          | Badania rezultatów ponownego wejścia w atmosferę przy wysokich liczbach Macha. |
| X-18                  | Hiller Aircraft USAF, USN                           |                                                     | 24 listopada 1959(dts)                                                 | Platforma badawcza VTOL/STOVL. Opracowanie projektu samolotu typu tiltwing dla VTOL. |
| X-19                  | Curtiss-Wright Tri-service                          |                                                     | listopad 1963                                                          | Platforma badawcza samolotu typu tiltrotor w układzie czterowirnikowym. |
| X-20 Dyna-Soar        | Boeing USAF                                         |                                                     | Nigdy niewybudowany                                                    | Samolot kosmiczny wielokrotnego użytku do zastosowań militarnych. |
| X-21                  | Northrop USAF                                       |                                                     | 18 kwietnia 1963(dts)                                                  | Platforma badawcza testująca sterowanie warstwą przyścienną. |
| X-22                  | Bell DOD                                            |                                                     | 17 marca 1966(dts)                                                     | Platforma badawcza dla samolotu typu tiltrotor o czterech otunelowanych wirnikach. |
| X-23 PRIME            | Martin Marietta USAF                                |                                                     | 21 grudnia 1966(dts)                                                   | Platforma badawcza do wyznaczenia efektów manewrowania podczas ponownego wchodzenia w atmosferę. Uwaga: Oznaczenie oficjalnie nigdy nie nadane. |
| X-24                  | Martin Marietta USAF, NASA                          |                                                     | 1 sierpnia 1973(dts)                                                   | Platforma badawcza do wyznaczenia własności pilotażowych kadłuba nośnego w zakresie niskich prędkości lotu. |
| X-25                  | Benson USAF                                         |                                                     | 6 grudnia 1955(dts)                                                    | Lekki wiatrakowiec wykorzystywany przez zestrzelonych pilotów. |
| X-26 Frigate          | Schweizer DARPA, US Army, USN                       |                                                     | 1967                                                                   | Szybowiec treningowy dla pilotów doświadczalnych, przeznaczony do ćwiczeń podczas holendrowania. Platforma badawcza dla cichego samolotu obserwacyjnego. |
| X-27                  | Lockheed                                            |                                                     | Nieoblatany                                                            | Prototyp lekkiego myśliwca. |
| X-28 Sea Skimmer      | Osprey Aircraft USN                                 |                                                     | 12 sierpnia 1970(dts)                                                  | Tania, jednoosobowa łódź latająca. |
| X-29                  | Grumman DARPA, USAF, NASA                           |                                                     | 1984                                                                   | Platforma badawcza skrzydeł o ujemnym skosie. |
| X-30 NASP             | Rockwell NASA, DARPA, USAF                          |                                                     | Nigdy niewybudowany                                                    | Prototyp jednostopniowego statku kosmicznego. |
| X-31                  | Rockwell DARPA, USAF, BdV                           |                                                     | 1990                                                                   | Platforma testująca supermanewrowość przy użyciu wektorowania ciągu. |
| X-32                  | Boeing USAF, USN, RAF                               |                                                     | wrzesień 2000                                                          | Prototyp myśliwca Joint Strike Fighter. |
| X-33 Venture Star     | Lockheed Martin NASA                                |                                                     | Prototyp nigdy nie ukończony                                           | Prototyp pojazdu wielokrotnego użytku wykonany w skali 1:2. |
| X-34                  | Orbital Sciences NASA                               |                                                     | Nieoblatany                                                            | Platforma badawcza bezzałogowego statku kosmicznego wielokrotnego użytku. |
| X-35                  | Lockheed Martin USAF, USN, RAF                      |                                                     | 2000                                                                   | Prototyp myśliwca Joint Strike Fighter, obecnie myśliwiec F-35. |
| X-36                  | McDonnell Douglas/Boeing NASA                       |                                                     | 17 maja 1997(dts)                                                      | Platforma badawcza bezogonowego myśliwca. |
| X-37                  | Boeing USAF, NASA                                   |                                                     | 7 kwietnia 2006(dts) (drop test) 22 kwietnia 2010(dts) (lot orbitalny) | Samolot kosmiczny wielokrotnego użytku. |
| X-38                  | Scaled Composites NASA                              |                                                     | 1999                                                                   | Demonstrator pojazdu ratunkowego przeznaczonego dla Międzynarodowej Stacji Kosmicznej. |
| X-39                  | Nieznana USAF                                       | Tajne                                               | Nieznana                                                               | Oznaczenie zarezerwowane dla programu Future Aircraft Technology Enhancements (FATE). Uwaga: Oznaczenie oficjalnie nigdy nie nadane. |
| X-40                  | Boeing USAF, NASA                                   |                                                     | 11 sierpnia 1998(dts)                                                  | 80% wielkości prototyp X-37. |
| X-41                  | Nieznana USAF                                       | Tajne                                               | Nieznana                                                               | Wojskowy program samolotu kosmicznego. |
| X-42                  | Nieznana USAF                                       | Tajne                                               | Nieznana                                                               | Rakieta na paliwo płynne. |
| X-43 Hyper-X          | Microcraft NASA                                     |                                                     | 2 czerwca 2001(dts)                                                    | Hiperdźwiękowa platforma badawcza dla silników Scramjet. |
| X-44 MANTA            | Lockheed Martin USAF, NASA                          |                                                     | Program anulowany                                                      | Platforma badawcza oparta na myśliwcu F-22, mająca określić wykonalność samolotu pozbawionego usterzenia ogonowego, wykorzystującego wektorowanie ciągu. |
| X-45                  | Boeing DARPA, USAF                                  |                                                     | 22 maja 2002(dts)                                                      | Demonstrator bezzałogowego samolotu bojowego (UCAV). |
| X-46                  | Boeing DARPA, USN                                   |                                                     | Program anulowany                                                      | Demonstrator bezzałogowego samolotu bojowego przeznaczonego dla marynarki Stanów Zjednoczonych. |
| X-47A Pegasus X-47B   | Northrop Grumman DARPA, USN                         |                                                     | 23 lutego 2003(dts)                                                    | Demonstrator bezzałogowego samolotu bojowego przeznaczonego dla marynarki Stanów Zjednoczonych. |
| X-48                  | Boeing NASA                                         |                                                     | 20 lipca 2007(dts)                                                     | Platforma badawcza dla samolotu Blended Wing Body (BWB). |
| X-49 Speedhawk        | Piasecki Aircraft US Army                           |                                                     |                                                                        | Śmigłowiec z wirnikiem ogonowym o wektorowanym ciągu (VTDP). |
| X-50 Dragonfly        | Boeing DARPA                                        |                                                     | 24 listopada 2003(dts)                                                 | Platforma badawcza technologii Canard Rotor/Wing. |
| X-51 Waverider        | Boeing USAF                                         |                                                     | 26 maja 2010(dts)                                                      | Samolot napędzany silnikiem scramjet budowany w kooperacji Pratt & Whitney i Boeinga, zdolny do przekroczenia prędkości Ma = 7. |
| X-52                  | Oznaczenie pominięte dla uniknięcia pomyłki z B-52. | Oznaczenie pominięte dla uniknięcia pomyłki z B-52. | Oznaczenie pominięte dla uniknięcia pomyłki z B-52.                    | Oznaczenie pominięte dla uniknięcia pomyłki z B-52. |
| X-53                  | Boeing Phantom Works NASA, USAF                     |                                                     | listopad 2002                                                          | Demonstrator technologii zaawansowanego cyfrowego sterowania samolotem oraz nowych technologii i struktur wykorzystywanych do budowy skrzydeł. Od 2002 technologie te są testowane na przebudowanej maszynie F/A-18 Hornet.                                 |
| X-54                  | Gulfstream Aerospace NASA                           |                                                     | Niezaplanowana                                                         | Platforma badawcza dla transportu naddźwiękowego. |
| X-55                  | Lockheed Martin Skunk Works USAF                    |                                                     | 2 czerwca 2009(dts)                                                    | Advanced Composite Cargo Aircraft (ACCA). Platforma badawcza dla kadłuba i statecznika pionowego wykonanych z kompozytu. |